# Nevermen
Nevermen ist eine US-amerikanische Crossover-Supergroup, die 2008 gegründet wurde.

## Geschichte
Bereits im Jahr 2008 begannen Adam „Doseone“ Drucker, Mike Patton (Faith No More) und Tunde Adebimpe (TV on the Radio) mit dem Musikprojekt. Drucker kannte Patton bereits zuvor und hatte 2006 einen Gastbeitrag auf dem selbstbetitelten Debütalbum der Band Peeping Tom, einem Nebenprojekt Pattons. Adebimpe hatte 2007 einen Beitrag zu seinem Album von Subtle, einer Band in der Drucker auch tätig war, beigetragen. 2009 gab Drucker den Namen des Projekts als „The Nevermen“ bekannt. Es folgte ein Plattenvertrag bei Lex Records, wo auch Subtle unter Vertrag stand. In der folgenden Zeit waren die Mitglieder mit anderen Projekten beschäftigt, vor allem Patton mit der Wiedervereinigung von Faith No More, sodass sich die Veröffentlichung von Liedern verzögerte. Im Jahr 2015 erschienen schließlich die Singles Tough Towns und Mr. Mistake. Letzteres erhielt einen Remix von Boards of Canada. Nachdem die Band ihren Namen auf „Nevermen“ verkürzt hatte, erschien das selbstbetitelte Album Anfang 2016 in Großbritannien bei Lex Records und in den USA bei Ipecac Recordings. Das Album war anfangs innerhalb von einer Woche in einer Lagerhalle in Williamsburg von Adebimpe und Drucker aufgenommen worden; das Ergebnis war dann an Patton gesandt und von diesem ergänzt worden.

## Stil
Laut Paul Simpson von AllMusic vermische die Band experimentellen Hip-Hop, Indie-Rock und elektronische Musik. Die Gesangsharmonien klängen gewunden, während die Texte kryptisch und abstrakt seien. Frank Thiessies vom Metal Hammer stellte in seiner Rezension zum Album fest, dass die Musik nichts für Leute ist, „denen schon Faith No Mores unbändiger Stilbruchwille zu viel ist“. Es gebe „musikalischen Avantgardismus und anarchistischen Dadaismus“ und vermische dabei Rock, Pop, Soul, Old-School-Hip-Hop und Filmmusik. Klanglich sei die Musik mit der von Fischmob vergleichbar.

## Diskografie
- 2015: Tough Towns (Single, Eigenveröffentlichung)
- 2015: Mr. Mistake (Single, Eigenveröffentlichung)
- 2016: Nevermen (Album, Lex Records (Großbritannien) / Ipecac Recordings (USA))
- 2021: Treat Em Right (Boards Of Canada Remix) (Single, Lex Records)